# Jamal Al Sharif
Pour les articles homonymes, voir Sharif.
Jamal Al-Sharif ou جمال الشريف, né le 8 décembre 1954 à Damas, est un ancien arbitre syrien de football,. 

## Biographie
Il est commentateur pour Al Jazeera Sport. Il fut le deuxième arbitre syrien en coupe du monde après Farouk Bouzo, en 1978.
Il est principalement connu pour avoir supervisé six matches de la Coupe du Monde de la FIFA . Deux matches en 1986 , un en 1990 et trois en 1994 , dont le match de deuxième tour opposant la Bulgarie et le Mexique . Il a également officié aux Jeux olympiques de 1988 .
Jamal Al Sharif travaille actuellement comme expert pour la chaîne BeIN Sports.

## Carrière
- Coupe du monde de football des moins de 20 ans 1985 (1 match)
- Coupe du monde de football de 1986 (2 matchs)
- JO 1988 (2 matchs)
- CAN 1990 (1 match)
- Coupe du monde de football de 1990 (1 match)
- Coupe des confédérations 1992 (1 match)
- Coupe d'Asie des nations de football 1992 (3 matchs dont la finale)
- CAN 1994 (3 matchs)
- Coupe du monde de football de 1994 (3 matchs)
- Coupe d'Asie des nations de football 1996 (2 matchs)